# Victor Guérin
Honoré Victor Guérin, född den 15 september 1821 i Paris, död där den 21 september 1891, var en fransk arkeolog.
Guérin, som sedan 1878 var professor vid katolska universitetet i Paris, skrev bland annat Description géographique, historique et archéologique de la Palestine (7 band, 1869-1880) och La terre sainte (1881-1883; 2:a upplagan 1897), prisbelönt av Franska akademien.
Victor Guérin dog sex dygn efter sin 70-årsdag.